# Chen Jining

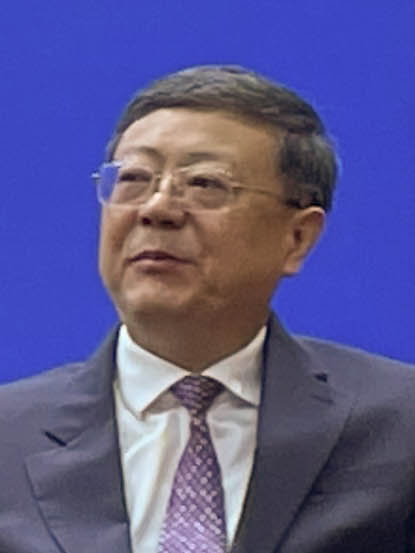
Chen Jining (2023)

Chen Jining (chinesisch 陈吉宁, Pinyin Chén Jíníng; * 4. Februar 1964 im Kreis Lishu, Provinz Jilin, Volksrepublik China) ist ein chinesischer Umweltwissenschaftler und ehemaliger Umweltminister der Volksrepublik China.
Seit Mai 2017 ist er Bürgermeister der Stadt Peking.

## Leben
Chen studierte von 1981 bis 1988 Umweltingenieurwissenschaften an der Tsinghua-Universität in Peking, anschließend bis 1989 an der Brunel University in London. Am Imperial College London erlangte er 1993 seinen Doktorgrad in Umweltsystemanalyse, hatte dort bis 1994 eine Postdoc-Stelle und war danach Forschungsassistent. 1998 wurde er zum stellvertretenden Leiter des Fachbereichs Umweltwissenschaften und Umweltingenieurwesen der Tsinghua-Universität ernannt, im Jahr darauf zum Leiter, von 2006 bis 2007 war er Vizepräsident der Universität und Mitglied des Parteikomitees der KPCh. Ab 2007 bis 2012 amtierte er als Generalsekretär und geschäftsführender Vizepräsident der Universität. Ebenfalls seit 2007 war er Dekan des Fachbereichs Biowissenschaften. Im Januar 2012 wurde er Präsident der Tsinghua-Universität, das Amt legte er im Januar 2015 wegen seiner bevorstehenden Ernennung zum Umweltminister nieder. Außerdem ist er Mitglied im Nationalen Umweltbeirat und anderen Umweltgremien Chinas. Ende Februar 2015 wurde Chen Jining zum Nachfolger des bisherigen Umweltministers Zhou Shengxian ernannt.
Im Mai 2017 übergab er die Führung des Ministeriums an Li Ganjie. Seit 27. Mai 2017 ist er als Nachfolger von Cai Qi Bürgermeister der Stadt Peking.

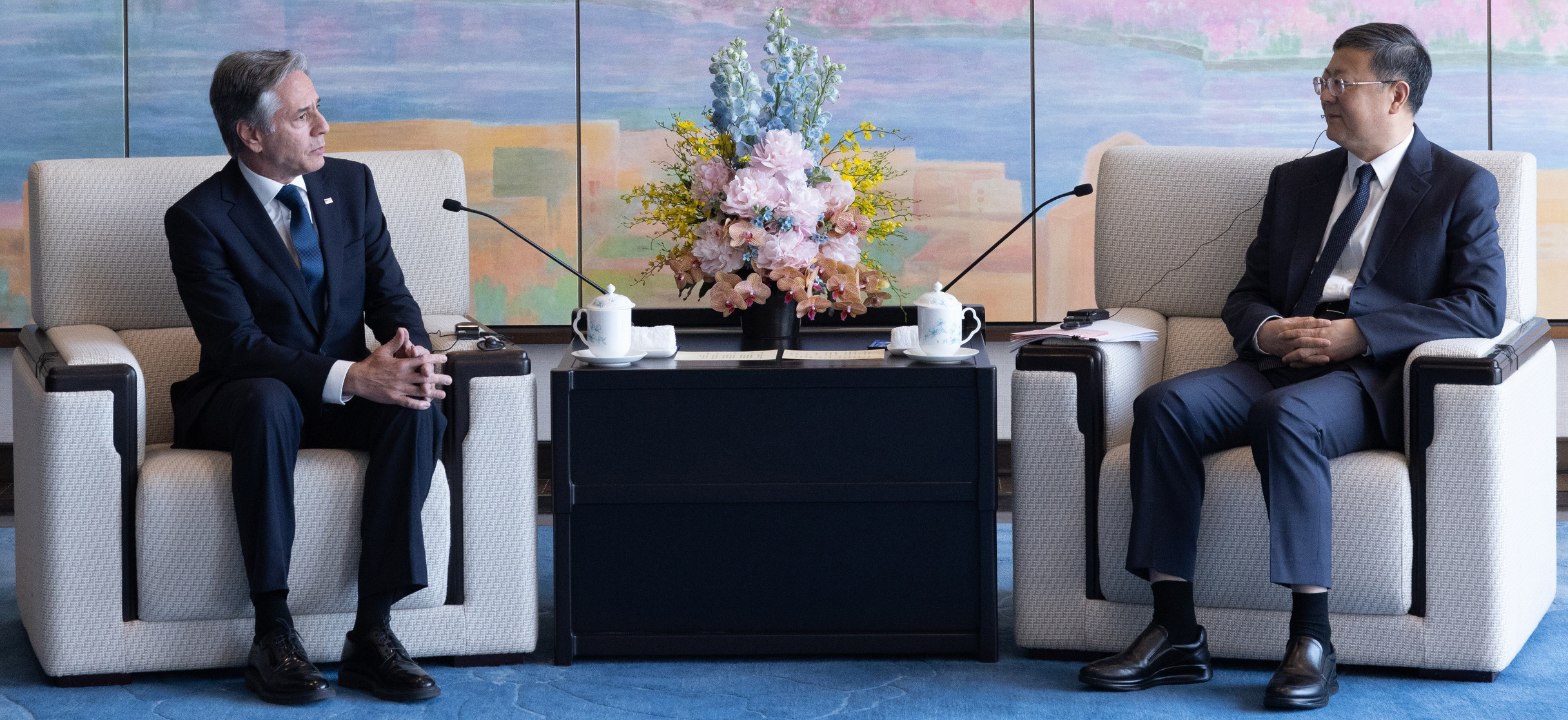
Chen Jining (2024)

Chen Jining ist eng befreundet mit Chen Xi, weil sie sich von der Tsinghua-Universität kennen. Chen Xi wiederum ist ein ehemaliger Zimmergenosse an der Tsinghua-Universität von Präsident Xi Jinping.